# Enid Charles
Enid Charles (27 décembre 1894, 26 mars 1972) est une socialiste, féministe et statisticienne britannique, pionnière dans le domaine des statistiques démographiques.

## Jeunesse et Mariage
Née Dorothy Enid Charles, elle obtient un bachelor's degree en mathématiques, économie et statistiques au Newnham College, Cambridge University et un Ph.D. en physiologie à l'Université du Cap, Afrique du Sud.
Charles rencontre Lancelot Hogben pendant qu'elle est à Cambridge; ils se marient en 1918. Sur une douzaine de couples socialistes féministes au Royaume-Uni au début du XXe siècle, Charles fut la seule femme à conserver son nom. Le couple eut 2 fils et 2 filles, ils se séparèrent en 1953 et divorcèrent en 1957.

## Carrière
Charles travailla sur le Taux de fécondité lors des noces pour le Dominion Bureau of Statistics au Canada. En 1934, Charles prévoyait une baisse drastique de la population du Royaume-Uni si le taux de fertilité continuait à chuter. Ces résultats l'amenèrent à s'exprimer contre le principe communément admis de l'eugénisme. Elle travailla comme conseillère régional en épidémiologie, aux statistiques de la santé et comme consultante aux statistiques de population pour l'Organisation mondiale de la santé à Singapour et New Delhi.
Elle mourut à Torquay, Royaume-Uni, en 1972, à l'âge de 77 ans.